# Проміжний обмін
Проміжний обмін — сукупність процесів перетворення речовин з моменту їх надходження в організм до утворення кінцевих продуктів обміну. Складається в основному з внутрішньоклітинних процесів, проте включає і позаклітинні реакції. Окремі внутрішньоклітинні утворення (мітохондрії, рибосоми, лізосоми) здійснюють різні реакції проміжного обміну, що взаємно доповнюють одна одну. Проміжний обмін в різних органах та тканинах має специфічні особливості. Активність процесів проміжного обміну змінюється залежно від умов існування, функціонального стану організму, віку. Регуляція проміжний обмін здійснюється головним чином гормонами.